# Adolf Jakubowicz (polityk)
Adolf Jakubowicz (ur. 29 maja 1931 w Iwoniczu, zm. 30 września 1982 tamże) – polski polityk, poseł na Sejm PRL VI i VII kadencji (1972–1980).

## Życiorys
Ukończył studia ekonomiczne. Wstąpił do Polskiej Zjednoczonej Partii Robotniczej w 1954. W działalności partyjnej był I sekretarzem podstawowej organizacji partyjnej, członkiem komisji rewizyjnej Komitetu Powiatowego oraz członkiem plenum Komitetu Gminnego, KP i Komitetu Wojewódzkiego w Krośnie. Był radnym Powiatowej Rady Narodowej w Krośnie. Z ramienia PZPR w okręgu Krosno był wybierany na posła VI (1972–1976) i VII kadencji (1976–1980). Był przewodniczącym Wojewódzkiego Komitetu Frontu Jedności Narodu w Krośnie. Pracował jako prezes Zarządu Spółdzielni Pracy „Korczyńskie Zakłady Spożywcze” w Korczynie.

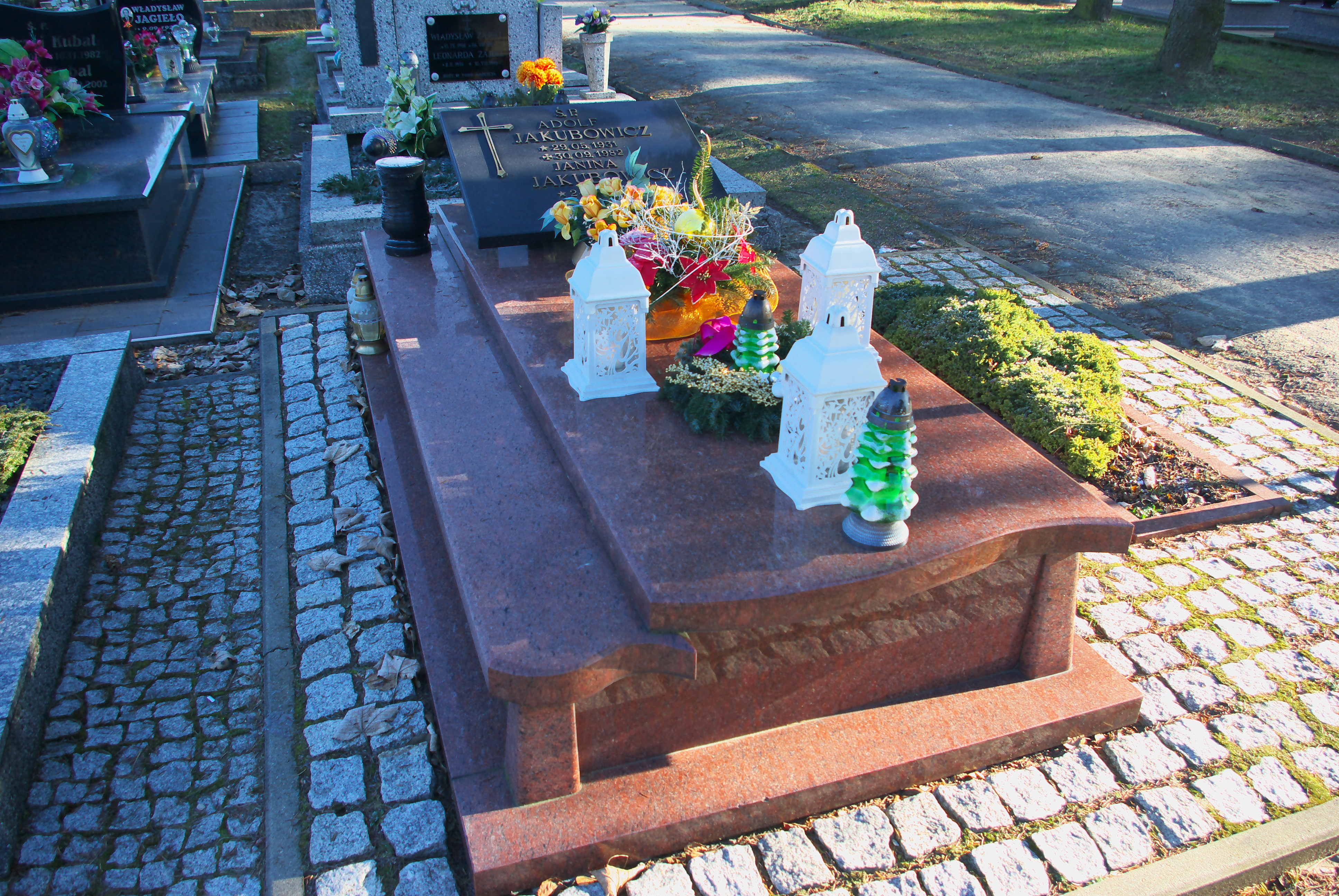
Nagrobek Adolfa Jakubowicza

Został pochowany na Cmentarzu Komunalnym w Krośnie.

## Odznaczenia
- Krzyż Kawalerski Orderu Odrodzenia Polski
- Złoty Krzyż Zasługi
- Srebrny Krzyż Zasługi
- Wpis do „Księgi zasłużonych dla województwa krośnieńskiego” (1982)[3]